# Ohnišťovice
Ohnišťovice jsou malá vesnice, část města Poběžovice v okrese Domažlice v Plzeňském kraji. Nachází se asi tři kilometry východně od Poběžovic. Prochází tudy železniční trať Staňkov–Poběžovice. Ohnišťovice jsou také název katastrálního území o rozloze 4,77 km².

## Historie
První písemná zmínka o vesnici pochází z roku 1186.

## Obyvatelstvo
| Rok            | 1869 | 1880 | 1890 | 1900 | 1910 | 1921 | 1930 | 1950 | 1961 | 1970 | 1980 | 1991 | 2001 | 2011 | 2021 |
| -------------- | ---- | ---- | ---- | ---- | ---- | ---- | ---- | ---- | ---- | ---- | ---- | ---- | ---- | ---- | ---- |
| Počet obyvatel | 209  | 211  | 197  | 198  | 252  | 233  | 238  | 110  | 106  | 81   | 52   | 41   | 37   | 44   | 48   |
| Počet domů     | 36   | 37   | 35   | 35   | 37   | 39   | 42   | 43   | 43   | 23   | 19   | 20   | 23   | 22   | 20   |

## Obecní správa
Při sčítání lidu v letech 1850–1879 Ohnišťovice byly osadou obce Zámělíč v okrese Horšův Týn. V letech 1880–1959 byly samostatnou obcí v okrese Horšovský Týn (v letech 1880–1910 Horšův Týn). V letech 1960–1985 byly částí obce Nový Kramolín v okrese Domažlice. Od 1. července 1985 jsou částí města Poběžovice v okrese Domažlice. Poté se Nový Kramolín opět osamostatnil, ale Ohnišťovice již zůstaly součástí Poběžovic.